# Лапидот, Амос
Амос Лапидот (ивр. עמוס לפידות‎;
1934, Кфар-Сава, подмандатная Палестина — 20 ноября 2019) — израильский военачальник, командующий ВВС Израиля в 1982—1987 годах. Боевой лётчик, участник Синайской кампании, Шестидневной войны и войны Судного дня, руководитель проекта по разработке израильского истребителя «Лави».

## Военная карьера
Родился в 1934 году в Кфар-Саве и в 12-летнем возрасте перебрался с семьёй в мошав Хавацелет-ха-Шарон недалеко от Нетании. В 1953 году Лапидот не был принят на лётные курсы ВВС Израиля по состоянию здоровья и начал действительную военную службу в артиллерии, но спустя несколько месяцев его прошение о приёме на лётные курсы было удовлетворено.
По окончании лётных курсов короткое время служил в эскадрильях «Мустангов» и «Метеоров» (первый реактивный самолёт на вооружении ВВС Израиля), а в начале 1955 года был переведён в эскадрилью «Ураганов», базировавшуюся на аэродроме Хацор. В ходе Синайской кампании сопровождал на «Урагане» «Дакоты», сбрасывавшие парашютный десант на перевале Митла, а в дальнейшем пилотировал также истребители-бомбардировщики «Мистэр».
Лапидот продолжал службу в эскадрильях «Ураганов» и «Мистэров» до 1961 года, когда был отправлен во Францию с первой группой лётчиков, которой предстояло обучение на новых самолётах «Мираж». По возвращении из Франции был назначен первым заместителем командира первой эскадрильи «Миражей» в израильских ВВС, а в 1962 году возглавил эскадрилью «Ураганов». Переведён на должность командира эскадрильи «Миражей» в 1965 году и с ней прошёл Шестидневную войну.
В июле 1967 года, по завершении Шестидневной войны, направлен в Тель-Авивский университет для получения академического образования. Окончил университет с первой степенью по математике. Вернувшись на службу, возглавлял управление вооружений в штабе ВВС Израиля, а в 1973 году назначен командующим авиабазой Хацор. В ходе войны Судного дня самолёт Лапидота модели «Фантом» был подбит зенитным огнём в районе Суэцкого канала, но ему удалось совершить аварийную посадку на израильском аэродроме Рапидим на Синайском полуострове.
В 1975 году Лапидот был переведён в штаб ВВС Израиля, где возглавил вначале управление разведки, а затем управление авиации. В 1980 году в качестве представителя израильских ВВС принимал в США первую партию самолётов F-16. Оставался в США до 1981 года с целью получения второй степени по экономической системной инженерии в Стэнфордском университете.
По возвращении в Израиль назначен руководителем проекта «Лави» по разработке серийного израильского ударного истребителя. Продолжал заниматься этим проектом и после назначения на пост командующего ВВС Израиля в декабре 1982 года (позже в интервью Лапидот называл этот свёрнутый проект своим детищем). Период командования Лапидота был ознаменован для ВВС масштабными сокращениями финансирования в связи с экономическим кризисом середины 1980-х годов. Тем не менее ему удалось обеспечить получение израильскими ВВС современных вооружений, в число которых входили новые модификации F-16 (C и D, в израильской номенклатуре «Барак») и ракеты «воздух-поверхность» AGM-142 («Попай»). В октябре 1985 года израильские самолёты, совершив беспрецедентный по тем временам перелёт (около 2300 км), нанесли удар по базам Организации освобождения Палестины в Тунисе.

## Дальнейшая жизнь
В сентябре 1987 года Лапидот передал командование ВВС Израиля Авиху Бин-Нуну и вышел в отставку, имея в своём активе 164 боевых вылета. В 1988 году он основал частную компанию, занимающуюся консультациями в области организации и технологий воздушного сообщения. Он входил в совет попечителей Тель-Авивского университета, с 1991 года был советником министра обороны Израиля, возглавлял учёный совет Института Фишера по аэрокосмическим исследованиям, а с 1998 по 2001 год занимал пост президента хайфского Техниона. В годы его пребывания в этой должности в Технионе открылся современный Центр науки и технологий им. Генри и Мэрилин Тауб, а также была запущена программа «Атидим», целью которой было предоставление возможностей академического образования талантливым выпускникам периферийных школ.
После окончания работы в Технионе Лапидот присоединился к Совету за мир и безопасность. Он выступал с критикой поселенческой политики Израиля на Западном берегу Иордана и в секторе Газа и с поддержкой движения «Шоврим штика», участниками которого были военнослужащие-резервисты, сообщавшие о злоупотреблениях израильских властей и армии на оккупированных территориях. Лапидот также возглавлял общественную программу «Эфшар ахерет» по сотрудничеству между школьниками-евреями и арабами. На выборах 2009 года в кнессет он был включён в избирательный список левой партии «Мерец» на символическом 108-м месте.
Амос Лапидот скончался в ноябре 2019 года в возрасте 85 лет, оставив после себя жену и четырёх детей. Двое его сыновей также были боевыми лётчиками в ВВС Израиля. Похоронен на кладбище «Мораша» в Рамат-ха-Шароне.